# UTC+04:51
Giờ UTC+4:51 được dùng tại Bombay cho đến năm 1955 khi nó bỏ đi khoảng cách sau Giờ chuẩn Ấn Độ (UTC+5:30) 39 phút.